# Feldberg (Kaisergebirge)
Der Feldberg ist ein 1813 m ü. A. hoher Berg im Kaisergebirge in Tirol.
Der Gipfel ist über eine unschwierige Bergwanderung direkt von Griesenau oder über das Stripsenjochhaus und den Stripsenkopf zu erreichen.